# 통계학자 목록
다음은 통계학자 목록이다.

## A-Z
- D. G. 챔퍼나운

## ㄱ
- 개릿 하딘
- 구스타프 페히너
- 그레고리 킹

## ㄴ
- 네이선 멘텔
- 네이트 실버

## ㄷ
- 데이비드 콕스 (통계학자)

## ㄹ
- 라디슬라우스 보르트키에비치
- 라지 찬드라 보스
- 레너드 새비지
- 로널드 프리드먼
- 로널드 피셔
- 로버트 엥글
- 로이드 섀플리
- 루이스 거트만
- 루이스 서스톤
- 리처드 스톤
- 리처드 프라이스

## ㅁ
- 마이클 어윈 조던
- 밀턴 프리드먼

## ㅂ
- 바실리 레온티예프
- 벤저민 곰퍼츠
- 브루노 데 피네티
- 빌 제임스

## ㅅ
- 사이먼 쿠즈네츠

## ㅇ
- 아돌프 케틀레
- 아브라암 드무아브르
- 안드레이 콜모고로프
- 앤슬리 콜
- 어빙 피셔
- 에드워드 존스
- 에드윈 톰슨 제인스
- 에른스트 엥겔
- 에밀 율리우스 굼벨
- 엠마누엘 토드
- 예르지 네이만
- 예브게니 슬루츠키
- 요한 페터 쥐스밀히
- 웨슬리 클레어 미첼
- 윌리엄 베버리지
- 윌리엄 스탠리 제번스
- 윌리엄 실리 고셋
- 윌리엄 페티
- 윌리엄 플레이페어
- 이건 피어슨

## ㅈ
- 제1대 러셀 백작 존 러셀
- 제1대 에이브버리 남작 존 러벅
- 제임스 조지프 실베스터
- 제임스 토빈
- 조반니 빌라니
- 조지 갤럽
- 조지 댄치그
- 조지 박스
- 조지 킹슬리 지프
- 조지프 두브
- 존 그란트
- 존 로
- 존 모클리
- 존 콜드웰
- 존 튜키

## ㅊ
- 찰스 부스
- 찰스 샌더스 퍼스
- 찰스 스피어먼

## ㅋ
- 칼 피어슨
- 칼리암푸디 라다크리슈나 라오
- 케네스 애로
- 클라이브 그레인저
- 킹슬리 데이비스

## ㅌ
- 토머스 로버트 맬서스
- 토머스 베이즈

## ㅍ
- 파프누티 체비쇼프
- 포여 죄르지
- 폴 마이어 (통계학자)
- 프랜시스 골턴
- 프랜시스 에지워스
- 프랭크 노트스타인
- 프랭크 윌콕슨
- 플로렌스 나이팅게일

## ㅎ
- 하비 골드스타인
- 해럴드 윌슨
- 허먼 홀러리스
- 허버트 새뮤얼
- 헐모시 팔